# Thom van Bergen
Thom van Bergen (Haren, 6 gennaio 2004) è un calciatore olandese, attaccante del Groningen.

## Carriera

### Club
Cresciuto nel settore giovanile del Groningen, debutta in prima squadra l'8 gennaio 2023, in occasione dell'incontro di Eredivisie perso per 1-0 contro l'Excelsior.

### Nazionale
Ha giocato nelle nazionali giovanili olandesi Under-20 ed Under-21.

## Statistiche

### Presenze e reti nei club
Statistiche aggiornate al 17 agosto 2024.
| Stagione        | Squadra         | Campionato      | Campionato | Campionato | Coppe nazionali | Coppe nazionali | Coppe nazionali | Coppe continentali | Coppe continentali | Coppe continentali | Altre coppe | Altre coppe | Altre coppe | Totale | Totale |
| Stagione        | Squadra         | Comp            | Pres       | Reti       | Comp            | Pres            | Reti            | Comp               | Pres               | Reti               | Comp        | Pres        | Reti        | Pres   | Reti   |
| --------------- | --------------- | --------------- | ---------- | ---------- | --------------- | --------------- | --------------- | ------------------ | ------------------ | ------------------ | ----------- | ----------- | ----------- | ------ | ------ |
| 2022-2023       | Groningen       | ED              | 12         | 0          | CO              | 1               | 0               | -                  | -                  | -                  | -           | -           | -           | 13     | 0      |
| 2023-2024       | Groningen       | EED             | 36         | 9          | CO              | 5               | 0               | -                  | -                  | -                  | -           | -           | -           | 41     | 9      |
| 2024-2025       | Groningen       | ED              | 2          | 1          | CO              | 0               | 0               | -                  | -                  | -                  | -           | -           | -           | 2      | 1      |
| Totale carriera | Totale carriera | Totale carriera | 50         | 10         |                 | 6               | 0               |                    | -                  | -                  |             | -           | -           | 56     | 10     |